# Aaron Rouge-Serret
Aaron Rouge-Serret (né le 28 janvier 1988 à Melbourne) est un athlète australien. Il mesure 1,74 m pour 78 kg. Son club est le East Melbourne Harriers (Victoria).
Au niveau national, il remporte le titre de champion d'Australie du 100 mètres en 2010, et du 200 mètres en 2009.

## Meilleures performances
- Demi-finaliste au relais 4 × 100 m hommes aux championnats du monde d'athlétisme 2007.

- 100 yards : 9 s 85 	3 	Melbourne	14 Déc 2006
- 100 m : 10 s 17 	1,8 	Perth	26 Mar 2010
- 200 m : 20 s 82 	1,4 	Perth	18 Avr 2010